# Circus (台灣樂團)
CIRCUS是台灣花蓮縣4位大學生所組成的團體／樂團，成員有廖人帥（LEO）、黃尹宣（EASON）、林柏昇（KID）、林家緯（小馬）。團體以創作及拍攝的搞怪等單元之影片而為人所熟悉。
CIRCUS四人在2004年在「Channel V」 节目《CIRCUS ACTION》正式出道，團體並於2008年轉型為樂團。
於2011年林家緯（小馬）為追尋導演理想而退團，而亦於2014年正式解散，期後各成員均獨立發展。

## 背景
CIRCUS 四位成員均是一群拥有热血怀有梦想的少年们，敢把很多疯狂的想法通通付诸行动。因林柏昇（KID）於2003年9月4日一次的挑戰喝啤酒中輸掉而在花蓮中正橋上裸奔，後來將自己拍的影片放在網路上供人欣賞，之後幸運地被Channel V發現，得以在電視上播出。後四人於2004年更以CIRCUS 名義正式出道，成為Channel V及傳奇星旗下之藝人。
其中四人均就讀花蓮縣花崗國中，但只有Leo和小馬是國中就認識的同班同學。國中畢業後EASON、KID、小馬高中均唸國立花蓮高級中學（LEO則念花蓮縣私立海星高級中學），小馬和KID為同班同學而熟識，KID再從學校BBS上認識EASON。一次暑假的最後一天小馬約了另外三人到七星潭出遊，成為四人相識的契機。
由於團中4人敢玩敢想敢做的個性，在Channel V簽約五年以來都得到頻道總監張世明給予不少機會拍攝節目，更在拍攝《CIRCUS狗仔隊》後得到更多人認識及欣賞；另外，他們在娛樂圈中與不少藝人都關係良好，如五月天、羅志祥、黃鴻升、簡愷樂、Lollipop F、張芳奕、蘇打綠、JPM、黑Girl、飛輪海、MP魔幻力量、八三夭。
於2008年，CIRCUS進一步成為搖滾樂團（詳情請見CIRCUS ACTION 4節目），更於2010年簽約臺灣環球國際唱片股份有限公司，成為環球唱片旗下歌手。
於2011年小馬決定退團，並往幕後發展。雖然Circus 亦在2014年正式解散，但三位成員依然以單飛身份繼續在演藝圈發展。

## 成員

### 小馬（林家纬）
- 生日：1983年10月19日（41歲）
- 花蓮人
- 擔任樂團的結他手
- 在團體中擔任導演、拍攝及影片剪輯

他與Leo、黃尹宣是國中就認識的同學。而其與Leo是同班同學-三年三班。
2007-2009年这段期间，林家纬担任导演及制片人为“耐克/NBA中国巡回赛”摄制并发行了一部纪录片“100BASKETBALL(百分百篮球)”。
2011年，林家纬为了他的梦想从而决定退居幕后，並退出CIRCUS，开始专注于导演这份毕生的职业。其曾為台灣女星范玮琪及台湾摇滚乐队的Matzka的MV執導，也有为中国最大的国有企业中粮集团摄制的微电影“褪色”等等。曾為杭州视通文化传播有限公司作影音工作室的创意总监，現與妻兒定居瑞典，亦開設Youtube頻道。

### LEO （廖人帥）
- 生日：1983年11月13日（41歲）
- 花蓮人
- 擔任樂團的鼓手
- 在團體中擔任導演及攝影，成為CIRCUS出道契機的裸奔少年短片，就是由他拍攝及剪接

高中情況：指自己是風雲人物
大學情況：親民工專
家庭情況：媽媽是開照相館，曾跟Kid、小馬拍裸照，Kid又指Leo媽媽好正。
他與林家緯、黃尹宣是國中就認識的同學。而小馬，Leo是同班同學-三年三班。
早期在團體中擔任導演及攝影，成為CIRCUS出道契機的裸奔少年短片，就是由他拍攝及剪接。Circus轉型成為樂團之後，擔任樂團中的鼓手。
他同時是品牌Outerspace（外太空）和OUTER SPACE-FEVER（太空熱血）的主理人。
經常因髪量少額頭高而被取笑。討厭曬黑。

### EASON （黃尹宣）
- 生日：1983年12月20日（41歲）
- 花蓮人
- 擔任樂團的主唱兼吉他手
- 他是最容易嘔吐的團員，而被稱嘔吐鬼，而且對滷肉飯特別反感。

高中情況：成績好
大學情況：世新大學-廣電系
家庭情況：媽媽是教師，爸爸是公務員，家境較好。
曾於南投的山清水秀碑公然大便，引起爭議。
和KID為「愛喲我的媽」（20130411起）新單元－怪談邪會擔任「怪談先生」。
以及在「背包踐客」（第三季）擔任節目主持人（合作藝人「曹西平」、「張文綺」）

### KID （林柏昇）
- 生日：1984年2月21日（41歲）
- 花蓮人
- 擔任樂團的貝斯手
- 又稱大自然小王子

高中情況：成績是全校倒數幾名，承認是壞學生，曾偷手機、英文考試作弊等等。
大學情況：致遠管理學院
家庭情況：媽媽是信義路之花，有一姐一妹，以前很討厭妹妹，又指以前到高中跟妹妹沒有說超過十句話。因在女人堆成長，童年都是玩芭比娃娃、美少女戰士。
以前又經常到Eason家過夜，後來他們成為室友，在台北共租一家房子，和領養一隻狗。
以裸奔著稱。於2003年9月4日一次的挑戰喝啤酒中輸掉而在花蓮中正橋上裸奔，影片放上網路之後，被媒體報導稱為裸奔少年，並且被學校記了兩小過，但影片也促成了CIRCUS跟CHANNEL V簽約的契機。在Circus轉型成為樂團之後，擔任樂團中的貝斯手。他也是綜藝和遊戲節目的常客。因為在《娛樂百分百》的百分百遊戲王第一集的《撈冰大作戰》擊敗羅志祥，讓蝴蝶隊奪得最後勝利，所以把小乃哥的稱號從他奪去。
KID因為敢玩、敢衝、認真、自然率真的個性深受合作的主持人吳宗憲和製作單位賞識，吳在《綜藝玩很大》節目中特別給KID一個「瘋面子 CRAZY FACE」的封號，KID更以此封號而知名度大增。

## 發展歷程
- 2003年
  - 裸奔少年在电视新闻中被强力放送
- 2004年
  - CIRCUS成军
  - CHANNEL[V] 实在带种活动示范带
- 2005年
  - CHANNEL[V] “CIRCUS ACTION”第一季节目
  - NOKIA 极酷派对网络宣传影片
  - CHANNEL[V]“V POWER音乐神话演唱会”串场影片
  - 爱迪达 T-MAC广播播音
- 2006年
  - 卡迪那洋芋片年度活动“还是卡迪那好吃”创意短片大赛，示范短片+代言
  - 露得清网络广告影片
  - 海尼根网络广告影片
  - NOKIA 音乐起义网络示范带
  - CHANNEL[V]“LE TEA乐派对台中演唱会”电视广告
  - CHANNEL[V] “CIRCUS ACTION”第二季节目
  - 发行书籍“CIRCUS ACTION”
- 2007年
  - 味丹心茶道代言
  - CHANNEL[V] “CIRCUS ACTION”第三季节目
- 2008年
  - 线上游戏“天关战记”代言
- 2009年
  - CHANNEL[V] [CIRCUS 狗仔队”第一季节目
  - CHANNEL[V] “CIRCUS ACTION”第四季节目
  - CHANNEL[V] “模范棒棒堂”节目嘉宾
  - CHANNEL[V] “我爱黑涩会”节目嘉宾
  - CHANNEL[V] “LOVE LOVE LOVE”节目嘉宾
- 2010年
  - 第一张创作EP《GO!CIRCUS热血高校》发行
  - 發行首張專輯，名為「啥貨？！CIRCUS」，專輯附送「恐怖DJ社」DVD
- 2012年
  - 「愛尚TV」"CIRCUS星探社"
  - MTV "點歌大帝國"
  - 小馬退團
- 2013年
  - TVB "Circus香港大爆走"
- 2014年
  - CIRCUS 解散

## 拍攝／主持節目

### CIRCUS ACTION
CIRCUS ACTION是CIRCUS於2005年開始在Channel [V] 娛樂台開播的節目，每星期播放一集。

### CIRCUS狗仔隊
主持人:LEO、EASON、KID、林家緯(小馬)
集數:共16集
頻道:Channel V
節目播出日期:由2009年1月24日至2009年5月9日
節目型態:以「訪問藝人」為主。主要進行活動的流程是：狗仔會議→CIRCUS耍大牌→狗仔宣言→狗仔急智王→訪問→鳳梨鳳梨救救老殘窮（一邊做公益一邊問最緊繃的五題）→在XX的中心呼喊LOVE(XX依每集地點不同改變)目前節目已停播。

### 校園4賤客
校園4賤客是一由CIRCUS主持的綜藝節目，由2009年11月23日在CHANNEL V 娛樂台逢星期一至星期三晚上11時播放。後更改播放時間為每週六日晚上10時播出，在2010年2月20日開始再更改播放時間為每週六日晚上7時首播，目前節目已停播。
- 節目列表:校園4賤客

### CIRCUS星探社
為2012作品，由「愛尚TV」贊助播出

### 點歌大帝國
頻道:MTV
節目播出時間:首播：每週一到五 晚上8點，重播：每週一到五午夜12點、隔天下午1點。
節目型態:

## 音樂作品

### 音樂與舞蹈作品
- 走唱男孩

### 唱片
| 專輯名稱            | 專輯類型 | 發行公司 | 發行日期       | 曲目 |
| ------------------- | -------- | -------- | -------------- | --- |
| GO! CIRCUS 熱血高校 | EP       | 環球音樂 | 2010年3月5日   | 1. 我知道你們都在笑我 2. 有你陪我 3. 舞孃（搖滾不娘版）                                                                          |
| 啥貨？！CIRCUS      | 專輯     | 環球音樂 | 2010年12月31日 | 1. 叭啥貨 2. 最後這一課 3. 在消失之前 4. 沒人愛 5. QK 6. 不想 Say Goodbye 7. 好人面具 8. 乾脆型不型 9. 在劈腿 10. 來不及的時光機 |

### MV

#### 拍攝
- 專輯:
  - 我知道你們都在笑我 - CIRCUS
  - 有你陪我 - CIRCUS
  - 舞孃 - CIRCUS
  - 叭啥貨 - CIRCUS
  - 不想Say Goodbye - CIRCUS
  - 最後這一課-CIRCUS
  - QK - CIRCUS
  - 來不及的時光機 - CIRCUS
- 客串：
  - Happy Birthday 買滴兒 - 大嘴巴

#### 執導
- 廖人帥（LEO）
  - Shake It Baby - 黑澀會美眉
  - 藉口 - 胡彥斌
  - 愛情殘酷物語 - 花兒樂團
  - 天天天天 - 旺福
  - 公主沒病 - 林逸欣
  - 我是個騙子 - 林逸欣
  - 作對 - 林逸欣
  - 沒有星期五的無人島 - 魏如萱
  - 不被瞭解的怪人 - 棉花糖
  - 月光地毯 - 梁文音
  - Oh Baby - 梁文音
  - 完美情人 - 鄧福如
  - 神魂顛倒 - 付辛博
  - 什麼風把你吹來 - 范逸臣
  - 你說我說 - 李唯楓
  - 真的假的 - 陶晶瑩
  - 子曰 超激版！-卜學亮
  - 超跑情人夢 - 卜學亮
  - 我是我的 - 張靚穎
  - 沒有愛情藏得住 - 陶晶瑩
  - 陳淑芬與林志豪 - 王心凌
  - 雲霄飛車 - 王大文
  - 水星逆行 - 八三夭
  - 我只想唱歌 - 張學友
  - 風蕭蕭兮 - 信
  - 一起HAPPY - 張震嶽、MC Hot Dog

- 林家緯（小馬）
  - 來去夏威夷 - 八三夭
  - 路 - 范瑋琪

## 電影／戲劇

### 電影演出
- 2011年 - 消失打看 - Kid 飾 刺客
- 2012年 - 寶島大爆走 -三人都是飾演留法台妹幫
- 2014年 - 鐵獅玉玲瓏 (電影) - Eason 飾 阿猴
- 2014年 - 大宅們 - Kid 飾 瑜珈老師（客串）
- 2016年 - 憤怒鳥玩電影 - 配音

### 電影執導
- 2007年 - 《消散》 - 林家緯（小馬）
- 2008年 - 《態度》- 林家緯（小馬）、廖人帥（Leo）

### 戲劇
- 2013年 愛情ATM - Kid 飾 許正德

### 網劇
- 2014年 PMAM之美好偵探社 - Kid 飾 陳飛虎

## 其他作品

### 書籍
- 《CIRCUS ACTION》
- 《GO! CIRCUS 熱血高校》
- 《微失控青年的香港微旅行》（Circus 微設克氏 著）

## 外部連結
- Circus Facebook（页面存档备份，存于）